# باكت آتون
باكت آتون، هي أميرة مصرية قديمة من الأسرة المصرية الثامنة عشر. تعتبر باكت آتون الابنة الصغرى للملك أمنحتب الثالث وزوجته الملكية العظمى تيي، وبالتالي شقيقة الملك أخناتون. اسمها يعني "خادمة آتون".

## العائلة
من المرجح أن تكون باكت آتون الابنة الصغرى لأمنحتب الثالث وتيي. مما يعني أن إخوتها الآخرين كانوا أشقاؤها، بما في ذلك الأمير تحتمس، الملك إخناتون، سات آمون، إسيت، حنوت تا نب، ونبت عح. وقد تكهن بعض العلماء أن نبت عح وباكت آتون قد تكونا نفس الشخص. ومع ذلك، لا يوجد دليل يثبت أنهما نفس الشخص.
كما تم اقتراح أنها قد تكون ابنة إخناتون وزوجته الثانوية، كيا. تظهر كيا في بعض المناسبات مع أميرة ينتهي اسمها بـ-"آتون". ولكن تم فقدان الاسم الكامل للأميرة. وقد تم التكهن بأن هذه الأميرة هي باكت آتون جزئيًا لأنه لم يتم تسميتها أبدًا بأخت الملك في مشاهد تل العمارنة، بل فقط ابنة الملك الجسدية. بعد وفاة والدتها، قد تكون باكت آتون قد تربت على يد تيي. لأن وثيقة النبيذ للسنة الثالثة عشرة تذكر باكت آتون، فقد تم اقتراح أنها ورثت ممتلكات كيا بعد وفاتها.

## الظهور في مقبرة حويا في تل العمارنة

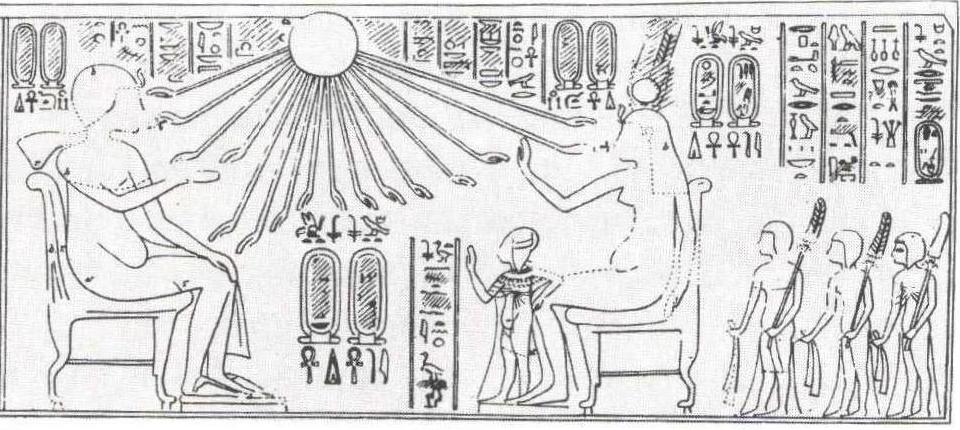
أمنحتب الثالث، تيي، وباكت آتون.

باكت آتون معروفة فقط من مقبرة حويا في تل العمارنة، الذي كان خادم الملكة تيي. تم تصويرها في مشهدين. في الأول، تظهر الملكة تيي جالسة مقابل الملك إخناتون والملكة نفرتيتي. في أحد المشاهد تظهر باكت آتون جالسة على كرسي صغير بجانب والدتها تيي، وفي مشهد الوليمة الآخر تظهر باكت آتون واقفة بجانب تيي. على الجدار الشرقي لمقبرة حويا، يظهر إخناتون وهو يقود والدته تيي إلى المعبد. يصاحبهم باكت آتون عند دخولهم المعبد.
يُظهر العتبة على الجدار الشمالي تصويرًا للعائلتين الملكيتين. على الجانب الأيمن يظهر أمنحتب الثالث جالسًا مقابل الملكة تيي، التي ترافقها الأميرة باكت آتون. يظهر خلف تيي ثلاث وصيفات.

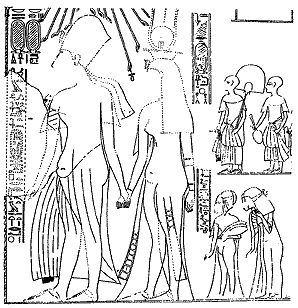
إخناتون ووالدته تيي. تقف باكت آتون خلف تيي.

## الموت والارتباط بالسيدة الصغيرة
من المحتمل أنها ماتت صغيرة لأنها لم تُذكر في السجلات التاريخية بعد وفاة الملكة تيي. وقد تم اعتبارها مرشحة لهوية المومياء المعروفة باسم السيدة الصغيرة. تم التعرف على السيدة الصغيرة على أنها ابنة أمنحتب الثالث وتيي ووالدة توت عنخ آمون.